# 向江彩伽
向江 彩伽（むかえ あやか、1998年4月28日 - ）は、福岡県筑紫野市出身の日本のフェンシング選手。種目はサーブル。JOCエリートアカデミー所属（4期生）。2014年現在、大原学園高等学校に在籍。
2013年東アジア競技大会日本代表（個人は初戦敗退、団体は準々決勝敗退）。2014年アジア競技大会日本代表。

## 経歴
幼少期から運動能力に優れ、小学校5年生の時に福岡県のタレント発掘事業に参加し総合点で1位となった。当時はフェンシング未経験で、将来の夢を「ダンスの先生」と語っていた。小学校卒業後、親元を離れJOCエリートアカデミーに進み、東京都北区立稲付中学校へ入学する。エリートアカデミー入校1年目は成果を出せず苦しんだが乗り越えた。練習時間を増やすため、通信制課程の大原学園高等学校へ進学する。
2017年中央大学理工学部人間総合理工学科入学。
2021年城北信用金庫入庫。

## 人物
両親によると負けず嫌いであり、他者と競いながら必死に練習を続け、努力して成長してきたという。
高嶋理紗とは同じ福岡県出身の同い年で親友でありながら強力なライバルでもある。競技中は絶対に負けたくないという思いで臨み、共に2020年夏季オリンピックでの金メダル獲得を目指している。

## 主な戦績
- 中国で開かれた2013年アジアユースゲームズで優勝[2]。
- 2017年第29回ユニバーシアード競技大会（台北）女子サーブル団体優勝[6]。
- 2018年第71回全日本フェンシング選手権大会　団体　優勝
- 2019年第72回全日本フェンシング選手権大会　団体　優勝
- 2022年第29回東京都シニア女子サーブル個人選手権　2位[7]